# SKA Leningrad (vrouwenbasketbal)
Basketbolnyj kloeb Sportivny Kloeb Armii Leningrad (Russisch: Баскетбольный клуб Спортивный Клуб Армии Ленинград) was een damesbasketbalclub die zijn thuiswedstrijden speelde in Leningrad, Sovjet-Unie.

## Geschiedenis
De legerclub werd opgericht in 1929 als LVO (dat kan worden vertaald als "Leningradhuis van het Militaire District") in Leningrad. In 1937 veranderde de naam in DKA ("Huis van het Rode Leger"). In 1946 veranderde de naam in LDO ("Leningrad officiershuis"). In 1947 deden ze voor het eerst mee om het nationale kampioenschap van de Sovjet-Unie. Ze behaalden een zevende plaats. In 1949 veranderde de naam in DO ("Officiershuis")  en behaalde ze een negende plaats. In 1953 werd de naam van de club ODO ("District Officiershuis"). In 1957 werd de naam veranderd in SKVO ("Sportclub Militaire District"). Het volgende optreden van de club in de Sovjet-Russische elitebasketbalcompetitie was in 1958. Het behaalde een zesde plaats. In 1960 kreeg de club haar huidige naam SKA ("Sportclub van het Leger"). In 1960 was er wel succes. De club behaalde een derde plaats in de Premjer-Liga. In 1961 deden ze het nog beter met een tweede plaats in de Premjer-Liga achter het sterke TTT Riga. In 1962 herhaalden ze die prestatie met weer een tweede plaats achter TTT Riga. Een van de hoogtepunten in de geschiedenis van SKA is het behalen van de finale van de FIBA Women's European Champions Cup in 1962. Helaas is TTT Riga (een van de Europese topclubs) de tegenstander. Ze verliezen de eerste wedstrijd met 38-55 en de tweede wedstrijd met 44-48. In 1964 en 1965 werden ze derde in de Premjer-Liga. De daaropvolgende seizoenen zakte "SKA" langzaam weg uit de top van de Premjer-Liga. In 1966 worden ze nog zesde en in 1968 negende. In hun laatste seizoen (1969) worden ze elfde.

## Erelijst
- Landskampioen Sovjet-Unie: 
  - Tweede: 1961, 1962
  - Derde: 1960, 1964, 1965
- FIBA Women's European Champions Cup:
  - Runner-up: 1962

## Verschillende namen
- 1929-1936: LVO Leningrad
- 1937-1945: DKA Leningrad
- 1946-1948: LDO Leningrad
- 1949-1952: DO Leningrad
- 1953-1956: ODO Leningrad
- 1957-1959: SKVO Leningrad
- 1960-1969: SKA Leningrad

## Bekende (oud)-spelers
- - Jekaterina Jersjova
- - Lidia Leontjeva
- - Nina Poznanskaja
- - Nina Zaznobina
- - Inesa Kiselnova
- Valentina Jegorova
- Galina Fedorova
- Alla Orechova (Soevorova)
- D. Nekrasova (Balachnina)
- L. Osipova

## Bekende (oud)-coaches
- - Georgi Oeljasjenko
- - Vladimir Zjeldin (1956-1968)
- - V. Leskov